# ویمنوم
ویمنوم (به هلندی: Wimmenum) یک منطقهٔ مسکونی در هلند است که در برخن، هلند شمالی واقع شده‌است. ویمنوم ۳٫۲۶ کیلومتر مربع مساحت و ۱۴۰ نفر جمعیت دارد.